# Arango House
Arango House ist ein 1973 von John Lautner erbautes Wohnhaus in Acapulco, Mexiko. Es ist das einzige Haus, das Lautner je in Mexiko errichtete, und gilt als eines der außergewöhnlichsten Wohnhäuser des 20. Jahrhunderts.

## Geschichte
Arango House, alternativ auch Casa Marbrisa, wurde 1970 vom mexikanischen Unternehmer Jerónimo Arango als Wochenendhaus für seine Familie in Auftrag gegeben. Arango hatte Berichte über Lautners 1968 errichtete Elrod Residence gesehen und wollte sich ein Ferienhaus errichten lassen, an dem Lautner als Architekt und Arthur Elrod als Innenarchitekt arbeiten sollten. Am Design arbeitete Helena Arahuete mit, eine Belgierin, die einige Zeit zuvor von Lautners Firma eingestellt wurde. Arango House ist heute im Besitz von Arangos Familie.

## Stil
Arango House wird, wie auch weitere von Lautner erbaute Gebäude, der auf Frank Lloyd Wright zurückgehenden organischen Architektur zugerechnet. Das zweistöckige Gebäude ist auf einem steil abfallenden, 2300 m² großen Grundstück oberhalb der Bucht von Acapulco erbaut. Von der Straße aus windet sich eine Einfahrt den Hang hinunter, vollzieht eine 180-Grad-Kehre und endet im Carport unter einem das gesamte Gebäude überspannenden, halbkreisförmigen Dach. Die monumentale Bronzehaustür ist von Mathias Goeritz gestaltet. Das „Wohnzimmer“, das das gesamte oberste Geschoss ausmacht, besteht aus einer großen, nach allen Seiten offenen Terrasse mit spektakulärem Ausblick über die Bucht von Acapulco. Das Fundament dieses Dachgeschosses besteht, wie das gesamte Haus, aus Beton; die Terrasse besteht aus einer „Auflage“ aus unpoliertem Marmor und ist von einem in den Beton eingelassenen Wassergraben umgeben. Sie wird zum Teil vom auf Säulen ruhenden Dach beschattet. Der Graben ist tief genug, um darin schwimmen zu können. Auf der Terrasse befinden sich einige wenige Möbel aus Beton. Ursprünglich war Stahl als Material für die Terrasse vorgesehen; aus Kostengründen wurde dann jedoch Beton verwendet. Das Obergeschoss ruht auf einem großen Betonsockel, in den die Wohnräume, u. a. fünf Schlafzimmer für Arango und seine Familie, eingebaut sind.